# Železná hůrka
Die Železná hůrka (deutsch Eisenbühl, 591 m) und die Komorní hůrka (Kammerbühl) sind die einzigen in prähistorischer Zeit aktiven Vulkane in Tschechien. Železná hůrka gehört zur Gemeinde Lipová (Lindenhau).

## Lage und Umgebung
Die Železná hůrka liegt unmittelbar an der deutsch-tschechischen Grenze zwischen der tschechischen Ortschaft Mýtina (Altalbenreuth) und der bayerischen Ortschaft Bad Neualbenreuth bei der Wüstung Boden.

## Geologie

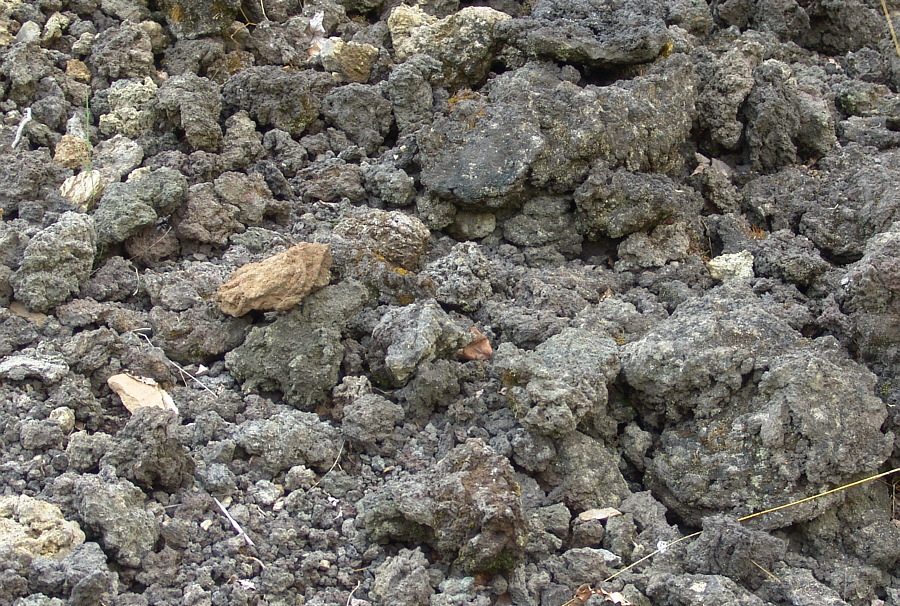
Vulkanschlacke an der Železná hůrka (Eisenbühl)

Die Železná hůrka ist der kleinste Vulkan in der durch Vulkanismus geprägten Landschaft von Westböhmen und der nördlichen Oberpfalz, dessen letzter Ausbruch auf vor ca. 300.000 Jahren datiert wird. Er ist kaum 20 Meter hoch, aber als vollständiger Vulkan erkennbar. Seine Ausbruchsmassen wurden kilometerweit nach Norden und Osten geschleudert. Sie bedeckten einen mehrere Quadratkilometer großen Landstrich und bildeten guten Acker- und Waldboden. Im Jahr 1823 hatte Johann Wolfgang von Goethe in Begleitung des Heimatforschers Joseph Sebastian Grüner am erloschenen Vulkan großes Interesse und berichtete vom Vorkommen der Minerale der Granatgruppe, von Andalusiten und Brocken von Glimmerschiefer, die wie Eisen glänzten. Eisen wurde zeitweilig in bescheidenem Umfang in Eisenhämmern zwischen Alt- und Neualbenreuth verarbeitet.

## Wege zum Gipfel
Zu erreichen ist die Železná hůrka am bequemsten von der bayerischen Seite aus. In unmittelbarer Nähe des Fußgänger-Grenzübergangs bei Neualbenreuth nach Tschechien zweigt links am Feldrand ein Fußweg ab. Die Železná hůrka ist ein tschechisches Naturdenkmal; die Mitnahme von vulkanischem Gestein ist bei Strafe verboten.